# Де Класиекер
Де Класиекер је холандијски фудбалски дерби између Ајакса и Фајенорда.